# Паре (Брестская область)
Паре (бел. Парэ) — деревня в Пинском районе Брестской области Белоруссии. Входит в состав Ласицкого сельсовета. Население — 79 человек (2019).

## География
Деревня расположена в 25 км к югу от Пинска на границе с Украиной. Паре входит в пограничную зону, однако погранпереход в деревне отсутствует. Деревня стоит на правом берегу реки Простырь (рукав реки Стырь), к северу и западу расстилаются обширные заболоченные территории болота Простырь. В Паре заканчивается местная тупиковая автодорога Паре — Ласицк — Федоры.

## История
Впервые деревня упоминается в 1555 году.

## Достопримечательности
- Православная часовня св. Николая. Построена из камня в начале XX века
- Памятник землякам. В память о 44 сельчанах, погибших во время Великой Отечественной войны[3]
- Археологическое селище. Относится к раннему железному веку[3]
- В деревне существовал необычный местный обряд — накрывать могилы деревянными колодами, т. н. «нарубами». В народной традиции этот обычай связан с легендами о вампирах, специалисты считают его отголоском языческих традиций[4]

## В литературе
- В 2021 году белорусский писатель Денис Нырков написал одноимённый художественный рассказ, повествующий о группе работников дома культуры, командированных в деревню Паре для изучения местных погребальных традиций.

## Галерея

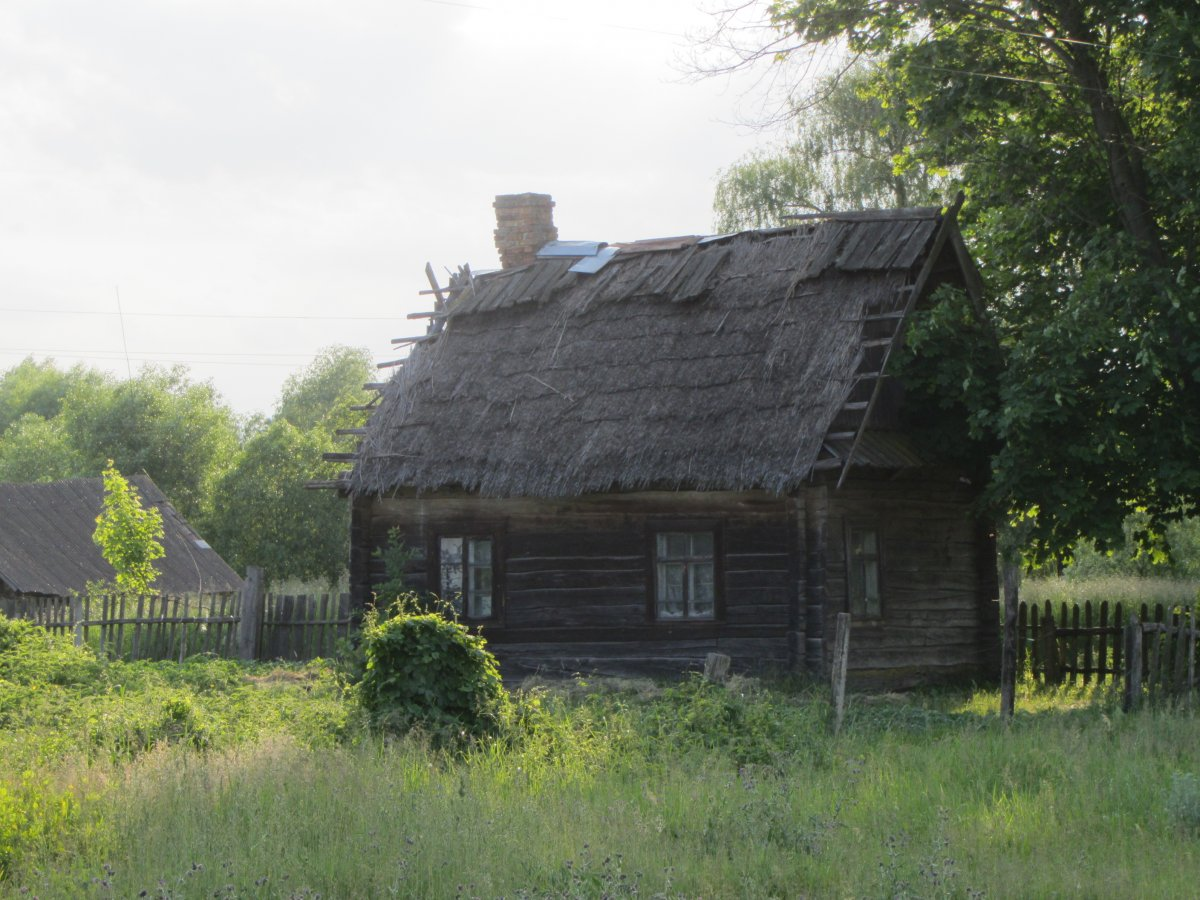
Деревянное строение
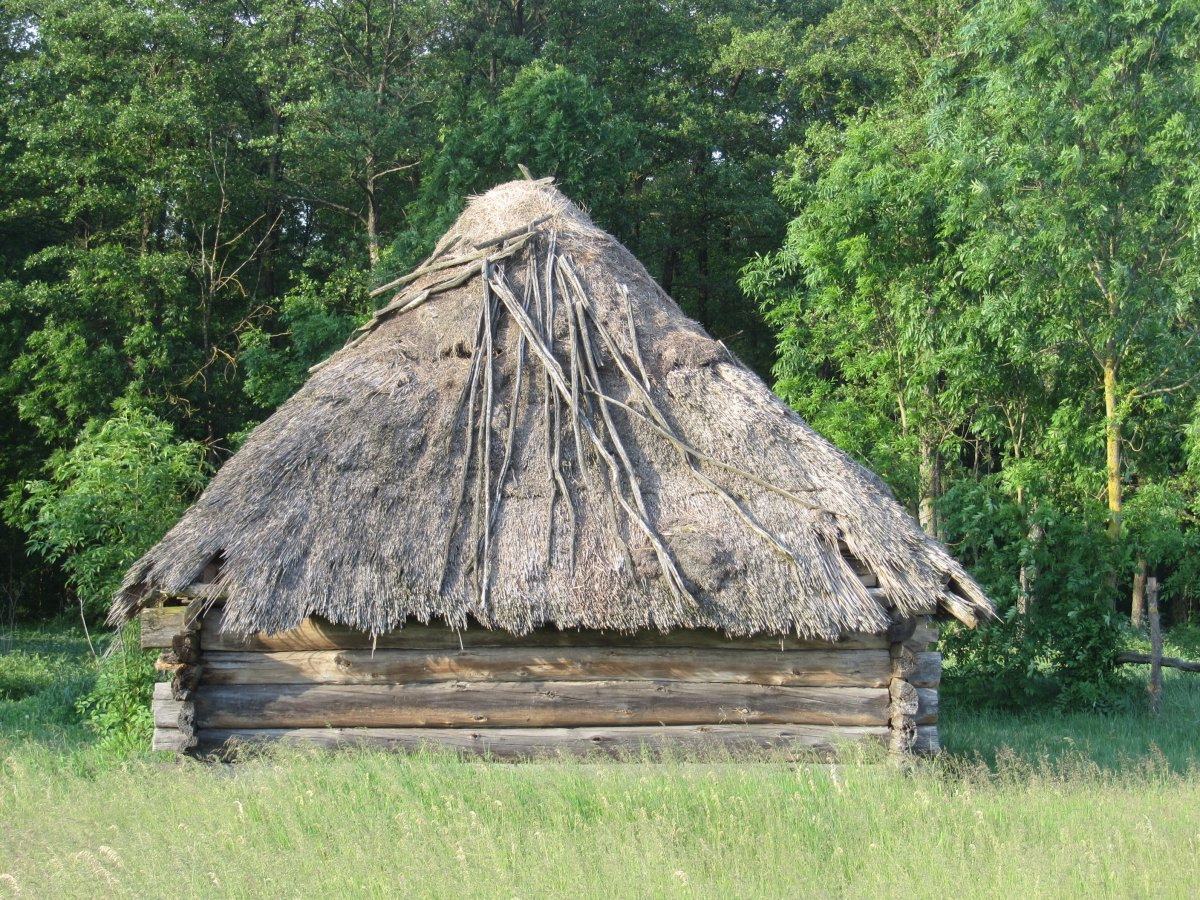
Деревянное строение
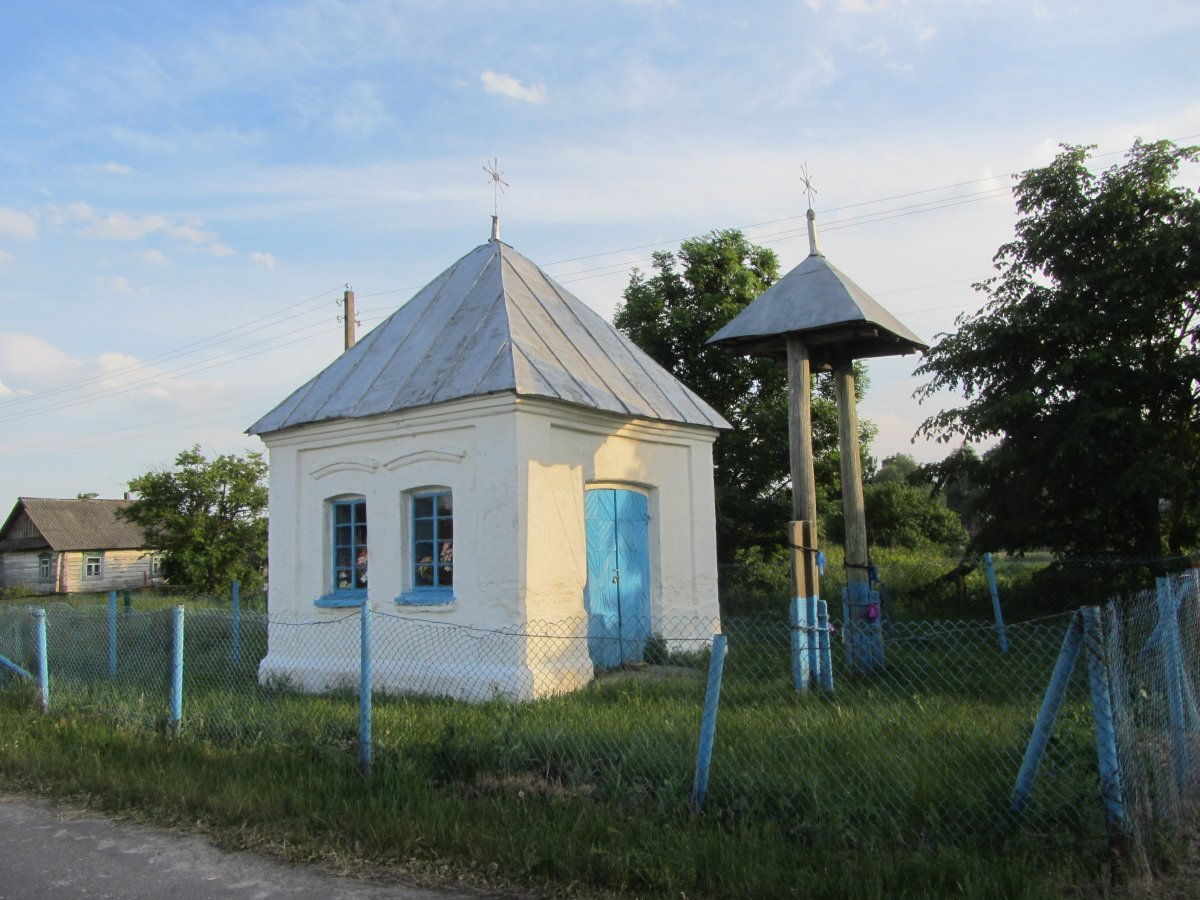
Часовня
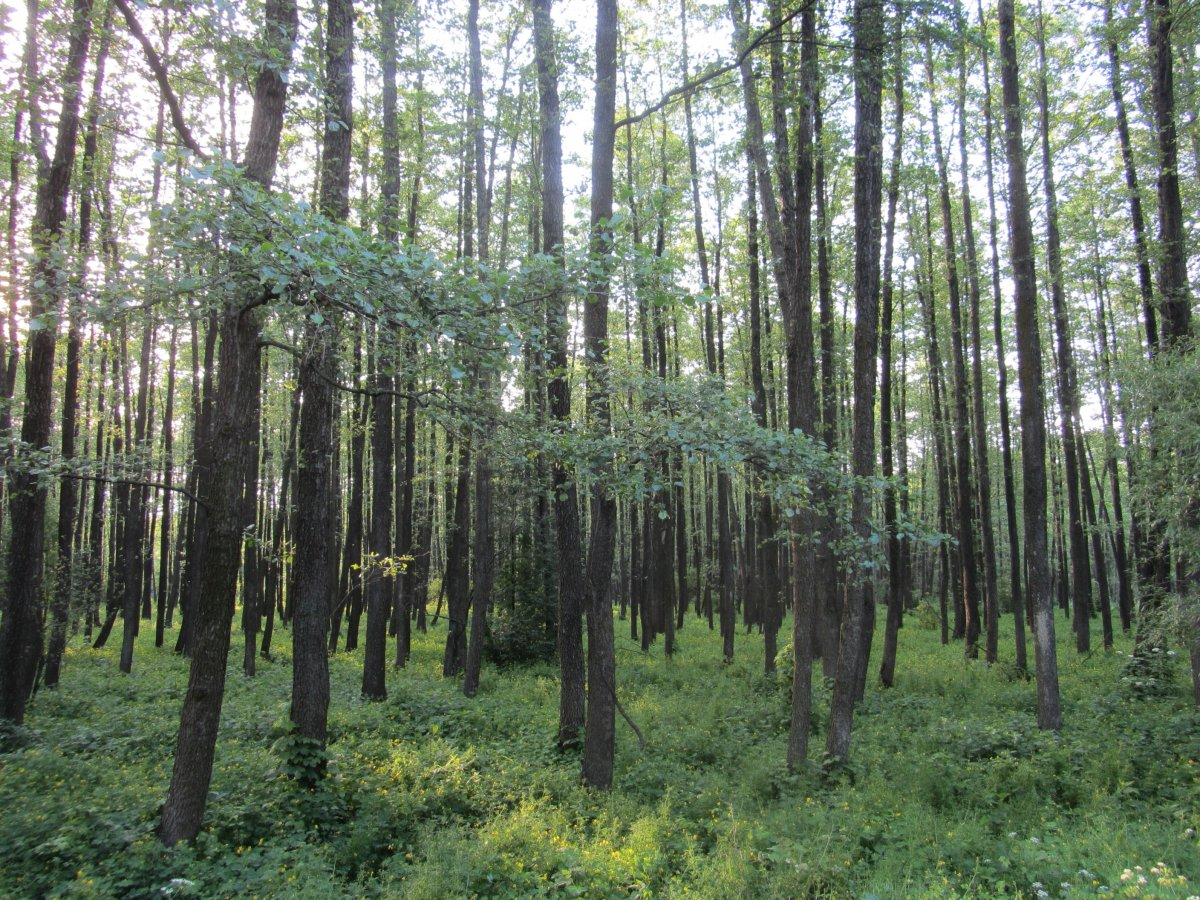
Лес
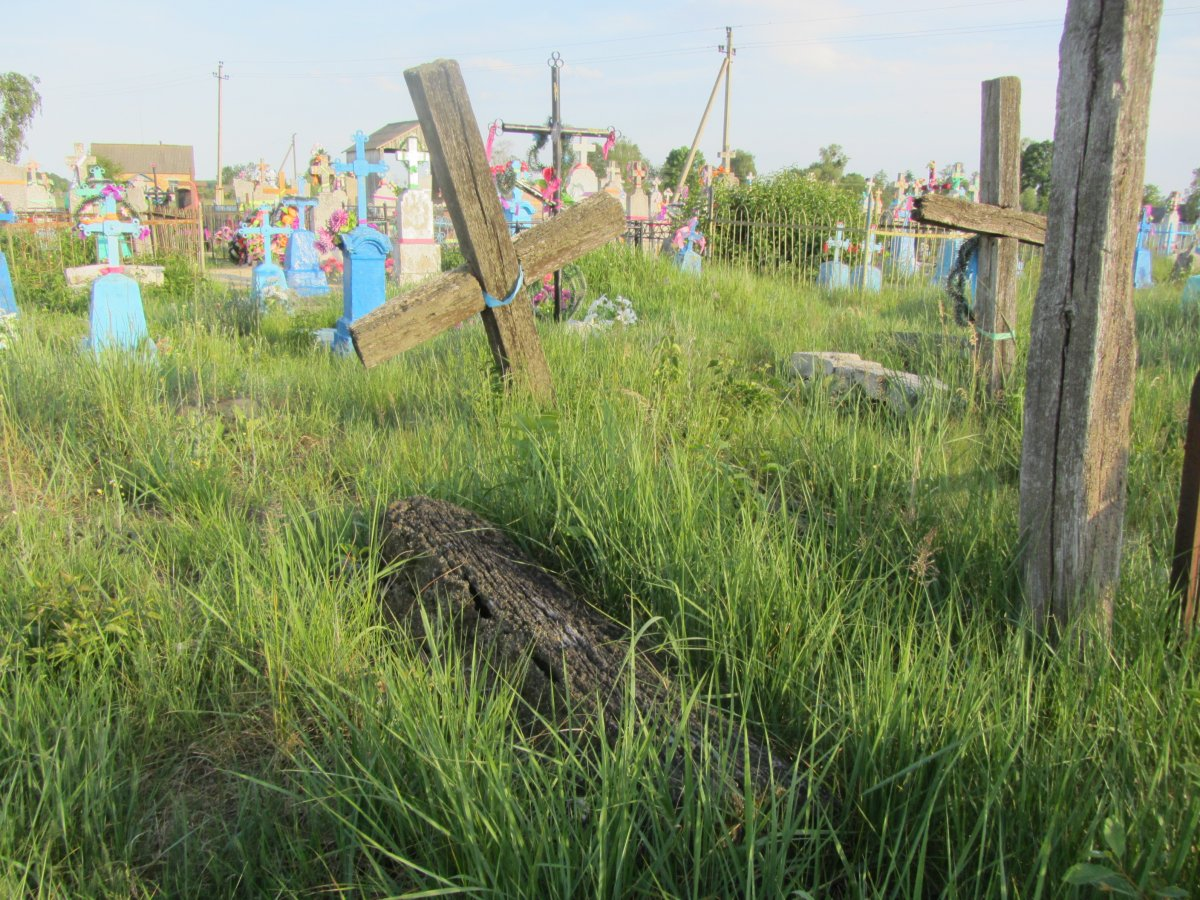
Дубовые колоды на могилах